# Косанов, Даурен Жуматаевич
Даурен Жуматаевич Косанов (каз. Дәурен Жұматайұлы Қосанов; род. 14 октября 1969, Краснокутский район, Павлодарская область) — казахстанский военный деятель, генерал-лейтенант авиации, министр обороны Республики Казахстан (с 8 июня 2025 года). Заместитель министра обороны — главнокомандующий Силами воздушной обороны Республики Казахстан (2024—2025).

## Биография
Родился 14 октября 1969 года в селе Новотроицкое Краснокутского района Павлодарской области.
В 1990 году окончил Армавирское высшее военное авиационное училище летчиков.
Начинал службу в Ушаральском истребительном полку.
Командовал эскадрильей «Су-27» в Талдыкоргане, служил начальником штаба в карагандинской и командиром в шымкентской авиабазах. Освоил несколько типов самолётов: истребитель-бомбардировщик «Су-27», фронтовой истребитель «Миг-29», перехватчик «Миг-31».
В 2005 году окончил Военно-воздушную академию имени Ю. А. Гагарина.
В 2013 году окончил Военную академию Генерального штаба Вооружённых Сил Российской Федерации.
5 июля 2013 года Распоряжением Президента Республики Казахстан назначен командующим Военно-воздушными силами Сил воздушной обороны Вооружённых Сил.
В 2015 году присвоено воинское звание генерал-майора авиации.
21 сентября 2019 года освобождён от должности командующего Военно-воздушными силами Сил воздушной обороны Вооруженных Сил Республики Казахстан. В октябре 2019 года назначен главой Военного института Сил воздушной обороны (город Актобе). В октябре 2022 года назначен первым заместителем начальника главного штаба Сил воздушной обороны Вооружённых Сил Республики Казахстан, с декабря того же года — главнокомандующий Силами воздушной обороны.
В 2024 году присвоено воинское звание генерал-лейтенанта авиации.
30 сентября 2024 года назначен заместителем министра обороны — главнокомандующим Силами воздушной обороны Вооружённых Сил Республики Казахстан.
8 июня 2025 года назначен министром обороны Республики Казахстан.

## Награды
- Орден «Айбын» II степени
- Орден «Данк» I степени (2024)
- Медаль «Жауынгерлік ерлігі үшін» («За воинскую доблесть»)
- Юбилейная медаль «20 лет независимости Республики Казахстан»
- Юбилейная медаль «10 лет Вооружённых Сил Республики Казахстан»
- Юбилейная медаль «20 лет Вооружённых Сил Республики Казахстан»
- Медали «За безупречную службу» 1, 2 и 3 степени
- «Военный лётчик-снайпер»
- Памятная медаль «Генерал-майор авиации Талгат Бегельдинов» (Республиканское общественное объединение «Ветераны Вооружённых Сил РК»)
- Юбилейная медаль «20 лет ВМС ВС РК»
- Юбилейная медаль «20 лет Вооружённых Сил Республики Таджикистан»